# Gilan (ostan)
Gilan (pers. ‏‏گيلان‎) – ostan w północno-zachodnim Iranie nad Morzem Kaspijskim. Ośrodkiem administracyjnym jest Raszt.
Ostan liczy 14 042 km² powierzchni. W spisie w 2011 liczba ludności wyniosła 2 480 874 mieszkańców; dla porównania, w 2006 było ich 2 404 861, a w 1996 – 2 241 896. Do największych miast pod względem liczby ludności w 2011 należą Raszt, Bandar-e Anzali (miasto portowe, daw. Pahlawi), Lahidżan, Langarud.
W 1966 ostan zajmował 48,6 tys. km² i zamieszkiwało go 1752,5 tys. ludzi. Już wtedy głównym portem był Bandar-e Anzali. Na wybrzeżu rozwinięte rybołówstwo, zwłaszcza jesiotrów. W 1993 powstał ostan Ardabil, utworzony m.in. z północnej części Gilanu.
W ostanie uprawia się ryż, herbatę, buraki cukrowe oraz hoduje się jedwabniki. W regionie rozwinął się przemysł spożywczy oraz drzewny.